# オクタヴィア・ヒル

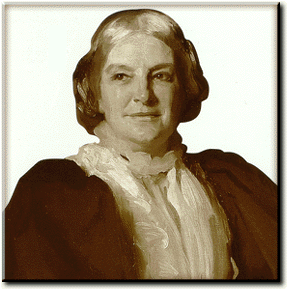
オクタヴィア・ヒル

オクタヴィア・ヒル（Octavia Hill、1838年12月3日 - 1912年8月13日）は、19世紀後半の特にロンドンの住民の福祉に関わったイギリスの社会改革者である。
彼女はケンブリッジシャーのウィズビーチに生まれ、彼女の姉で、カール協会(17/18世紀の慈善家John Kyrleの名にちなんだ慈善団体)の設立者でもあるミランダ・ヒル（1836年-1910年）と協力して活動した。父はジェームズ・ヒル、祖父は公衆衛生改革の先駆者であるトマス・サウスウッド・スミス医師。
ヒルは公営住宅を含む福祉住宅の発展に力を注いだが、さらに貧しい人々のためのオープン・スペース運動を推進、その結果、「歴史的名勝地と自然的景勝地のためのナショナル・トラスト」（ナショナル・トラスト）の設立を見るに至った。1905年救貧法王立委員会委員。ヒルとミランダはともにオープンスペースの保全に力を尽くした。
ヒルは、ヴィクトリア朝の多くの偉大なる著名な芸術家、作家と交流があった。一例をあげれば、ジョージ・マクドナルド家でのパーティーでは、ジョン・ラスキンがヒルをダンスのパートナーに選んだ。このラスキンこそ、ヒルの住宅改革事業の最初の投資家であった、
ヒルは、神学者で英国国教会司祭の社会改革者フレデリック・デニソン・モーリスに大きな影響を受けた。デニソン・モーリスの息子であるエドマンド・モーリスは、ヒルの手紙を編集して「手紙は語る。オクタヴィア・ヒルの人生」（ロンドン、1913年）を出版、この書簡集はヒルの生涯を知る格好の手がかりとなっている。ヒルの著作には「ロンドンの貧民層の住宅」（1875年）、「私たちの共有地」（1877年）などがある。
1859年、ヒルは、陸軍に入隊する男子の予備教育組織である陸軍幼年部隊（w:Army Cadet Force）を設立した。
オクタヴィア・ヒルの記念碑が、サリーの景勝地ハイドン・ボールと呼ばれる丘(現在はナショナルトラストの所有地)の頂に建てられる予定。ヒルの家族が彼女の死後間もなくこの場所に石の腰掛けを造り、ここからは山歩きをする人々がサリーのすばらしい田園風景を眺められるようになっている。ウィスベッチにはオクタヴィア・ヒル生誕地博物館がある。
1995年、ナショナル・トラストは設立100周年を迎えたが、その記念として、ヒルを称えて彼女の名を冠したバラが創られた。
現在、オクタヴィア・ヒル協会のほか、米国のフィラデルフィアには小さな不動産会社オクタヴィア・ヒル社があり、かつては市内の低・中所得者層に手頃な価格の住宅を供給、また、オクタヴィア・ハウジング・アンド・ケア社（ロンドンのケンジントンに本社があるソーシャル・ハウジング・ランドロード社に同じ）が、オクタヴィア・ヒルの事業を今に継承している。

## 関連書籍
- (2003) イギリスにおける住居管理—オクタヴィア・ヒルからサッチャーへ ISBN 4887134738
- (1998) Octavia Hill and the Social Housing Debate ISBN 0255364318 PDF版

### 日本語への翻訳書
- (2001) 英国住宅物語—ナショナルトラストの創始者オクタヴィア・ヒル伝 ISBN 4818813672